# Chimaerosphecia aegerides
Chimaerosphecia aegerides is een vlinder uit de familie wespvlinders (Sesiidae), onderfamilie Sesiinae.
Chimaerosphecia aegerides is voor het eerst wetenschappelijk beschreven door Strand in 1916. De soort komt voor in het Oriëntaals gebied.